# Bitoma siviana
Bitoma siviana es una especie de coleóptero de la familia Zopheridae.

## Distribución geográfica
Habita en Perú.